# Avre
De Avre is een rivier in de Franse regio Hauts-de-France.
Zij ontspringt op 80 m hoogte op het grondgebied van de gemeente Amy in het departement Oise. Zij stroomt voornamelijk in noordwestelijke richting om na 66 km, even voor Amiens, op het grondgebied van Camon, op een hoogte van 20 m in de gekanaliseerde Somme uit te monden.

## Plaatsen
- Avricourt
- Roye
- Davenescourt
- Pierrepont-sur-Avre
- Moreuil
- Boves
- Cagny
- Longueau
- Amiens
- Camon

- Bibliothèque nationale de France: cb157720558 (data)
- Système universitaire de documentation: 074701444
- Virtual International Authority File: 45144647642239724006